# Israel (Name)
Israel (auch Israël) ist ein Familienname und männlicher Vorname.

## Herkunft und Bedeutung
Der Name Israel geht auf den hebräischen Namen יִשְׂרָאֵל jiśrāʾēl zurück.
Die genaue Etymologie ist umstritten. Folgende Theorien existieren in der Forschung:
- von שׂרה I עִם/אֵת śrh ʿim/ʾēt: „er kämpft mit Gott“, vgl. die Volksetymologie in Gen 32,29 EU und Hos 12,4 f EU
- von שׂרה śrh I mit אֵל ʾēl als Subjekt: „Gott kämpft“, „Gott streitet“
- von שׂרה śrh II: „Gott herrscht“, „Gott erweist sich als Herrscher“
- von arabisch šarija: „Gott strahlt“
- von Jaśir-el, von arabisch wšr: „Gott heilt“

Die beiden ältesten Belege für den Namen  stammen aus dem 13. Jh. v. Chr.: Eine 1954 in Ugarit gefundene Kriegerliste, die an zweiter Stelle einen Israel (jšril) aufführt, sowie die Merenptah-Stele, die Israel (jsiri’r) als Volksgruppe aufführt.
In der Bibel wird der Stammvater Jakob nach dem Kampf am Jabbok (Gen 32,28 ) und nach der Kultreinigung in Bet-El (Gen 35,10 ) in Israel umbenannt, woraus die Benennung des Volkes und später des Staates Israel resultiert.

## Verbreitung
In Israel hat sich der Name יִשְׂרָאֵל jiśrāʾēl unter den 20 beliebtesten Jungennamen etabliert. Im Jahr 2020 belegte er Rang 14 der Hitliste.
Darüber hinaus ist der Name nicht sehr verbreitet. In den USA ist er mäßig beliebt, wurde jedoch in den 1920er bis 1940er Jahren seltener vergeben als sonst. Im Jahr 2021 belegte Israel dort Rang 234 der Vornamenscharts. In Spanien zählte der Name in den 1970er Jahren sogar zu den 100 beliebtesten Jungennamen. Im Jahr 2010 belegte er Rang 179 der Hitliste. In Brasilien war der Name vor allem in den 1990er Jahren beliebt.
In der Zeit des Nationalsozialismus wurden jüdische Bürger in Deutschland gemäß § 2 (1) der „Zweiten Verordnung zur Durchführung des Gesetzes über die Änderung von Familiennamen und Vornamen“ vom 17. August 1938 verpflichtet, Israel als zweiten Vornamen anzunehmen, sofern sie nicht gemäß § 1 einen anderen von den Nazis als jüdisch klassifizierten Namen trugen.

## Varianten
- Armenisch: Israjel
- englisch:
  - Diminutiv: Issy, Izzy
- französisch: Israël
- Griechisch: Ἰσραήλ Israēl
- Hebräisch: יִשְׂרָאֵל jiśrāʾēl
  - Jiddisch: איסר Iser, Issur, ישראל Jisroel
    - Diminutiv: שראָל Sroel, שרוליק Srulik
- Latein: Israhel
- Zyon

## Namensträger
- Israel (~ 18. Jh. v. Chr.), Stammvater des Volks Israel, zunächst Jakob

### Vorname
- Israel Ibn al-Naqawa († 1391), jüdischer Gelehrter

- Israel Aharoni (1882–1946), Zoologe
- Israel Adesanya (* 1989), nigerianisch-neuseeländscher Mixed-Martial-Arts-Kämpfer
- Israel Aksenfeld (1787–1866), jiddischer Schriftsteller
- Israel Alter (1901–1979), österreichisch-amerikanischer Kantor
- Israel Beer (1912–1966), israelischer Militärhistoriker und enttarnter sowjetischer Agent
- Israel Bruna (1400–1480), jüdischer Gelehrter
- Israel Crosby (1919–1962), US-amerikanischer Jazz-Bassist
- Israel Dostrovsky (1918–2010), israelischer Chemiker (Physikalische Chemie)
- Israel ben Elieser (≈1700–1760), ukrainischer Rabbi
- Israel Epstein (1915–2005), chinesischer Journalist und Autor
- Israel Finkelstein (* 1949), israelischer Archäologe
- Israel Friedlaender (1876–1920), US-amerikanischer Rabbiner
- Israel Grodner (≈1840–1887), jiddischer Schauspieler und Theaterleiter
- Israjel Hakobkochjan (* 1960), sowjetischer Boxer armenischer Herkunft
- Israel Hame’iri (* 1948), israelischer Schriftsteller und Hochschullehrer
- Israel T. Hatch (1808–1875), US-amerikanischer Politiker
- Israel Moses Henoch (1770–1844), deutscher Unternehmer, Bankier und Gutsbesitzer
- Israël Henriet (1590–1661), französischer Kupferstecher und Drucker
- Israel Horovitz (1939–2020), US-amerikanischer Dramatiker, Drehbuchautor, Regisseur und Schauspieler
- Israel Isserlein (1390–≈1460), Rabbiner, bedeutende Persönlichkeit des mittelalterlichen Judentums
- Israel Jacobson (1768–1828), deutscher Religionspädagoge
- Israel Meir Kagan (1838–1933), Ethiker und einflussreiche osteuropäische rabbinische Autorität des orthdoxen Judentums
- Israel Kamakawiwoʻole (1959–1997), US-amerikanischer Sänger
- Israel Katz (1927–2010), israelischer Politiker
- Israel Katz (* 1955), israelischer Politiker (Likud)
- Israel Kleiner (* v. 1967), kanadischer Mathematiker und Mathematikhistoriker
- Israel Kristal (1903–2017), polnisch-israelischer Holocaust-Überlebender und Altersrekordler
- Israel Meir Lau (* 1937), israelischer Geistlicher, Oberrabbiner der Stadt Tel Aviv
- Israel López (1918–2008), kubanischer Jazzmusiker
- Israel López (* 1974), mexikanischer Fußballspieler
- Israjel Militosjan (* 1968), armenischer Gewichtheber
- Israel Núñez (* 1979), spanischer Radrennfahrer
- Israel Offmann (1925–2018), deutscher Kultusgemeindevorsitzender
- Israel Pickens (1780–1827), US-amerikanischer Politiker
- Israel Putnam (1718–1790), US-amerikanischer General
- Israël Querido (1872–1932), niederländischer Schriftsteller
- Israel Regardie (1907–1985), britischer Okkultist und Magier
- Israël Salvator Révah (1917–1973), französischer Romanist, Hispanist und Lusitanist
- Israel Schamir (* 1947), russisch-israelischer Schriftsteller und Journalist
- Israel Schumacher (1908–1961), jiddischer Schauspieler in Warschau
- Israel Shahak (1933–2001), russisch-israelischer Wissenschaftler
- Israël Silvestre (1621–1691), französischer Maler und Kupferstecher
- Israel Simon (1807–1883), österreichischer Bankier und Großindustrieller
- Israel Smith (1759–1810), US-amerikanischer Politiker
- Israel Tsvaygenbaum (* 1961), russisch-US-amerikanischer Maler
- Israel Washburn junior (1813–1883), US-amerikanischer Politiker
- Israel Yinon (1956–2015), israelischer Dirigent
- Israel Zangwill (1864–1926), englischer Schriftsteller und Journalist

Zweitname
- Aron Israel Brimann (1859–1934), rumänischer Schriftsteller
- Isaac Israel Hayes (1832–1881), US-amerikanischer Arzt und Polarforscher
- Moses Israel Fürst (1617–1692), deutscher Kaufmann

### Familienname
- Agathe Israel (* 1949), deutsche Psychotherapeutin und Autorin
- August Israel (1836–1906), deutscher Pädagoge und Philanthrop
- Christoph Israel (* 1964), deutscher Pianist und Komponist
- Clara Israel (1876–1942), deutsche Sozialarbeiterin jüdischer Herkunft; erster weiblicher Magistratsrat in Preußen
- Daniel Israel (1859–1901), österreichischer Maler
- Franco Israel (* 2000), uruguayischer Fußballspieler
- Frank Pieter Israel (* 1946), niederländischer Radioastronom
- Friedrich Israel (1884–1956), deutscher Bibliothekar
- Georg Israel (um 1505–1588), mährischer Schmied und Prediger der böhmischen Brüderkirche
- Gerli Israel (* 1995), estnische Speerwerferin
- Gideon Ben-Israel (1923–2014), israelischer Politiker
- Gunter Israel (1943–2019), deutscher Chemiker und Hochschullehrer
- Hans Israel-Köhler (1902–1970), deutscher Geophysiker, Meteorologe und Hochschullehrer
- Heinz Israel (* 1937), deutscher Grafiker und Bildhauer
- Isaac Ben-Israel (* 1949), israelischer Generalmajor, Militärtheoretiker, Sicherheitsberater und Politiker (Kadima)
- Jacob Israel (1621–1674), Physiologe, Anatom und Stadtphysikus in Heidelberg
- James Israel (1848–1926), deutscher Urologe und Chirurg
- Joachim Israel (1920–2001), schwedischer Soziologe, Sozialpsychologe und Gesellschaftstheoretiker
- John Israel (1833–1898), deutscher Rechtsanwalt, Politiker, MdBü
- Jonathan Israel (* 1946), britischer Historiker
- Jürgen Israel (* 1944), deutscher Lektor, Publizist und Autor
- Lee Israel (1939–2014), US-amerikanische Schriftstellerin
- Margaret Ponce Israel (1929–1987), US-amerikanische Keramikerin und Malerin
- Märt Israel (* 1983), estnischer Leichtathlet
- Martha Israel (1905–nach 1967), deutsche Politikerin, MdV
- Menasse ben Israel (1604–1657), portugiesischer Gelehrter und Diplomat
- Neil Israel, Regisseur und Drehbuchautor
- Otto Israel (1883–1945), deutscher Geodät, siehe Otto Oesterhelt
- Ottokar Israel (1919–2004), deutscher Historiker, Archivar und Genealoge
- Patricia Israel (1939–2011), chilenische Malerin
- Regine Israel (* 1958), deutsche Fußballspielerin
- Renate Totzke-Israel (* 1932), deutsche Grafikerin und Buchillustratorin
- Richard Israel (1904–1963), deutscher Maler
- Rinus Israël (1942–2025), niederländischer Fußballspieler und -trainer
- Robert Israel (* 1963), US-amerikanischer Pianist, Organist und Komponist
- Robert B. Israel, US-amerikanischer Physiker und Mathematiker
- Roman Israel (* 1979), deutscher Schriftsteller
- Rouven Israel (* 1994), deutscher Schauspieler
- Ruben Israel, uruguayischer Fußballtrainer
- Rudolf Israel (1916–1985), deutscher Generalmajor des Ministeriums für Staatssicherheit der DDR
- Samuel Israel (1802–1870), deutscher Kaufmann, MdHHB
- Siegfried Israel (1928–2016), deutscher Sportmediziner
- Stéphane Israël (* 1971), französischer Beamter und Manager
- Steve Israel (* 1958), US-amerikanischer Politiker
- Steve Ben Israel (1938–2012), US-amerikanischer Schauspieler
- Ulf Israel, deutscher Filmproduzent
- Ulrich Israel (* 1932), deutscher Marinehistoriker
- Uwe Israel (1963–2023), deutscher Mittelalterhistoriker
- Víctor Israel (1929–2009), spanischer Schauspieler
- Walter Israel (1923–2018), deutscher Kunsthistoriker
- Werner Israel (1931–2022), kanadischer Physiker
- Wilfrid Israel (1899–1943), britischer Philanthrop und Geschäftsmann
- Wilhelm James Israel (1881–1959), deutscher Urologe und Chirurg
- Xavi Israel (* 1978/1979), US-amerikanischer Schauspieler und Stuntman
- Yoron Israel (* 1963), US-amerikanischer Jazzmusiker

### Künstlername
- Dr. Israel, bürgerlich Douglas Bennett (* 1967), US-amerikanischer Musiker